# Yassine Naoum
Yassine Naoum est un joueur de football marocain né le 22 août 1984. Il évolue au poste de milieu de terrain. 
Son club formateur est le TAS de Casablanca.

## Carrière
- Depuis 2004-2009 : FAR de Rabat  Maroc
- Depuis 2009 : Olympique de Safi  Maroc[1]

## Palmarès
- Vainqueur de la Coupe de la CAF en 2005 avec les FAR de Rabat
- Finaliste de la Coupe de la CAF en 2006 avec les FAR de Rabat
- Champion du Maroc en 2005 et 2008 avec les FAR de Rabat
- Vainqueur de la Coupe du Trône en 2007, 2008 et 2009 avec les FAR de Rabat